# Gu Gu
Gu Gu (chinois : 古古) est un panda géant mâle du zoo de Pékin, né le 25 septembre 1999 dans la réserve naturelle nationale de Wolong et morte le 16 janvier 2025 des suites de problèmes de santé.

## Incidents
L'animal est impliqué dans trois incidents entre 2006 et 2009 dans lesquels il attaqua des visiteurs du zoo ayant pénétré dans son enclos.
- Le 19 septembre 2006, Gu Gu, alors âgé de six ans, mordit un visiteur Chinois ivre qui avait sauté dans son enclos et avait essayé de le serrer dans ses bras[2],[3],[4],[5].
- Le 23 octobre 2007, lorsque Li Xitao, 15 ans, sauta la barrière et monta dans la zone d'exercice des pandas où Gu Gu et un autre de ces congénères étaient en train de se nourrir. Surpris par celui-ci, Gu Gu l'attaqua violemment aux jambes. Selon des témoins, l’attaque a duré 3 à 4 minutes[6],[7],[8].
- Le 7 janvier 2009, Gu Gu fit de nouveau la une des journaux internationaux lorsqu'il attaqua un visiteur du zoo qui avait grimpé par-dessus la barrière dans son enclos pour récupérer un jouet lâché par son fils[9],[10].